# 赤須知美
赤須知美（あかす・ともみ　1965年1月20日-）神奈川県出身のエレガントエイジング研究家、実業家。

## 人物
1985年「ミス日本コンテスト」ファイナリスト。「ミス日本・スマイル賞」を受賞。1988年「ミス・ワールド日本代表選出大会」で準日本代表に選出される。
その後国際結婚しアメリカ合衆国・ハワイ州に移り住む。離婚後も双子を含む3人の子供を育てながら、ダイエットピルやコラーゲンクリームの製造販売を行う会社を経営するが、バブル経済崩壊後経営難に陥り帰国。その後、誰でも健康的に若く美しく年齢を重ねることを目指す「エレガントエイジング」を発案。常に印象・健康・思考という3つの考え方を軸にしながらなりたい自分を目指してイメージを作り、それに近づく行動を起こす「意識はエネルギー」をモットーにしている。

## 出演
- スッキリ!!（2009年6月「ミス日本のマル秘美容術」）
- 「美STORY」、「週刊女性」、「お酒手帳」などの女性向け雑誌にも取り上げられる

## 資格・表彰
- 1985年ミス日本・スマイル賞
- 1988年ミス・ワールド準日本代表
- ヒプノセラピスト免許
- IFAスポーツニュートリショニスト資格
- 国際ロータリークラブポールハリス受賞
- 酒ムリエ協会名誉酒ムリエ
- 日本抗加齢医学会正会員
- 国際抗老化再生医療学会員

## 著書
- いつも「きれい」と言われる笑顔の習慣（フォレスト出版　監修・竹田義彦） [1]

1. ↑  フォレスト出版公式ブログより